# حسين آل حمضة
حسين آل حمضة مواليد 1983 ، هو عداء مسافات طويلة سعودي. شارك في الألعاب الأولمبية الصيفية 2012 شارك في سباق 5000 متر.

## روابط خارجية
- حسين آل حمضة على موقع أوليمبيديا (الإنجليزية)